# Mikroregion Ubá

Mikroregion Ubá

Mikroregion Ubá – mikroregion w brazylijskim stanie Minas Gerais należący do mezoregionu Zona da Mata.

## Gminy
- Astolfo Dutra
- Divinésia
- Dores do Turvo
- Guarani
- Guidoval
- Guiricema
- Mercês
- Piraúba
- Rio Pomba
- Rodeiro
- São Geraldo
- Senador Firmino
- Silveirânia
- Tabuleiro
- Tocantins
- Ubá
- Visconde do Rio Branco